# Monte Faito (Cilento)
Il Monte Faito (1.160 m s.l.m.) è un monte del Cilento, situato nell'Appennino Lucano e posto all'interno del Parco Nazionale del Cilento, nella provincia di Salerno.

## Caratteristiche
Il monte Faito, da non confondere con l'omonimo monte nella catena dei Lattari, è parte della dorsale montuosa che divide la valle del fiume Calore da quella del fiume Alento, della quale fanno parte anche i monti Vesole, Chianiello e i monti su cui sono posti Magliano Nuovo e Capaccio Vecchia.
Ulteriori tre cime del Faito sono la Rupa della Conca (1.143 m s.l.m.), la Rupa della Noce (1.165 m s.l.m.) e la Rupa Rossa (798 m s.l.m.).
Con il Monte Ceglie (602 m s.l.m.) forma le Gole del Calore a divisione fra Magliano Nuovo e Felitto, attraversate appunto dal fiume Calore Lucano.
A mezzacosta rispetto al monte è ubicato il comune di Magliano Vetere, mentre tra la cima e il paese vi è la cappella rupestre medievale di Santa Lucia, patrona del borgo.